# 7 janvier 1965
Le jeudi 7 janvier 1965 est le 7e jour de l'année 1965.

## Naissances
- Alessandro Lambruschini, athlète italien
- Chris Kempers, chanteuse allemande
- Christophe Ruggia, réalisateur, scénariste et producteur français
- Didier Lupo, karatéka français
- Dieter Thomas Kuhn, musicien allemand
- Fabrice Giger, éditeur de bande dessinée et producteur suisse de films
- Fausto Ferraiuolo, musicien italien
- Five for Fighting, chanteur américain
- Flavio Manzoni, architecte designer automobile italien
- Jean-Marc Laurent, journaliste français
- Jesús Chong, boxeur mexicain
- José Manuel Imbamba, ecclésiastique catholique angolais
- Liudmyla Suprun, femme politique ukrainienne
- Teura Iriti, personnalité politique française
- Vincent Perrault, journaliste français

## Décès
- Adrien Claus (né le 6 mars 1887), homme politique belge
- Arthur Nordlie (né le 2 février 1883), personnalité politique norvégienne
- Eino Rastas (né le 17 juillet 1894), athlète finlandais spécialiste du 5 000 mètres et du marathon
- Jean Moutschen (né le 2 juillet 1907), architecte belge
- Sarah Edwards (née le 11 octobre 1881), actrice britannique